# (7707) Yes
(7707) Yes (1993 HM1) – planetoida z grupy pasa głównego asteroid okrążająca Słońce w ciągu 4 lat i 117 dni w średniej odległości 2,65 j.a. Została odkryta 17 kwietnia 1993 roku.